# Riefensberg
Riefensberg è un comune austriaco di 1 038 abitanti nel distretto di Bregenz, nel Vorarlberg.